# North Ronaldsayfår

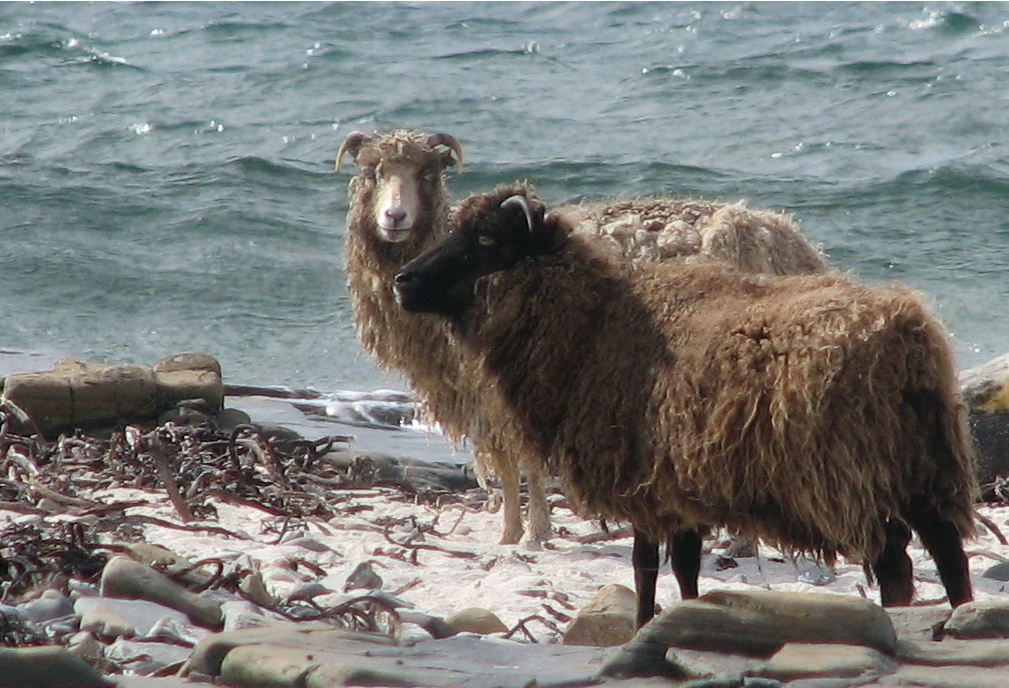
North Ronaldsayfår

North Rondalsayfåret är en ras av tamfår. Fåren härstammar från North Ronaldsay, Orkneyöarnas nordligaste ö i norra Skottland. De är kända för att kunna leva på sjögräs nästan året runt. De lever endast på stranden och är inhägnade av en kallmur. De har också en annorlunda diet än vanliga får; istället för att beta på dagen och idissla på natten, förhåller de sig istället till tidvattnet, betar vid ebb och idisslar vid flod. Fåret får sötvatten från dammar längs med kusten.